# Dorsale médio-atlantique

Ouverture de l'océan Atlantique il y a 180 millions d'années

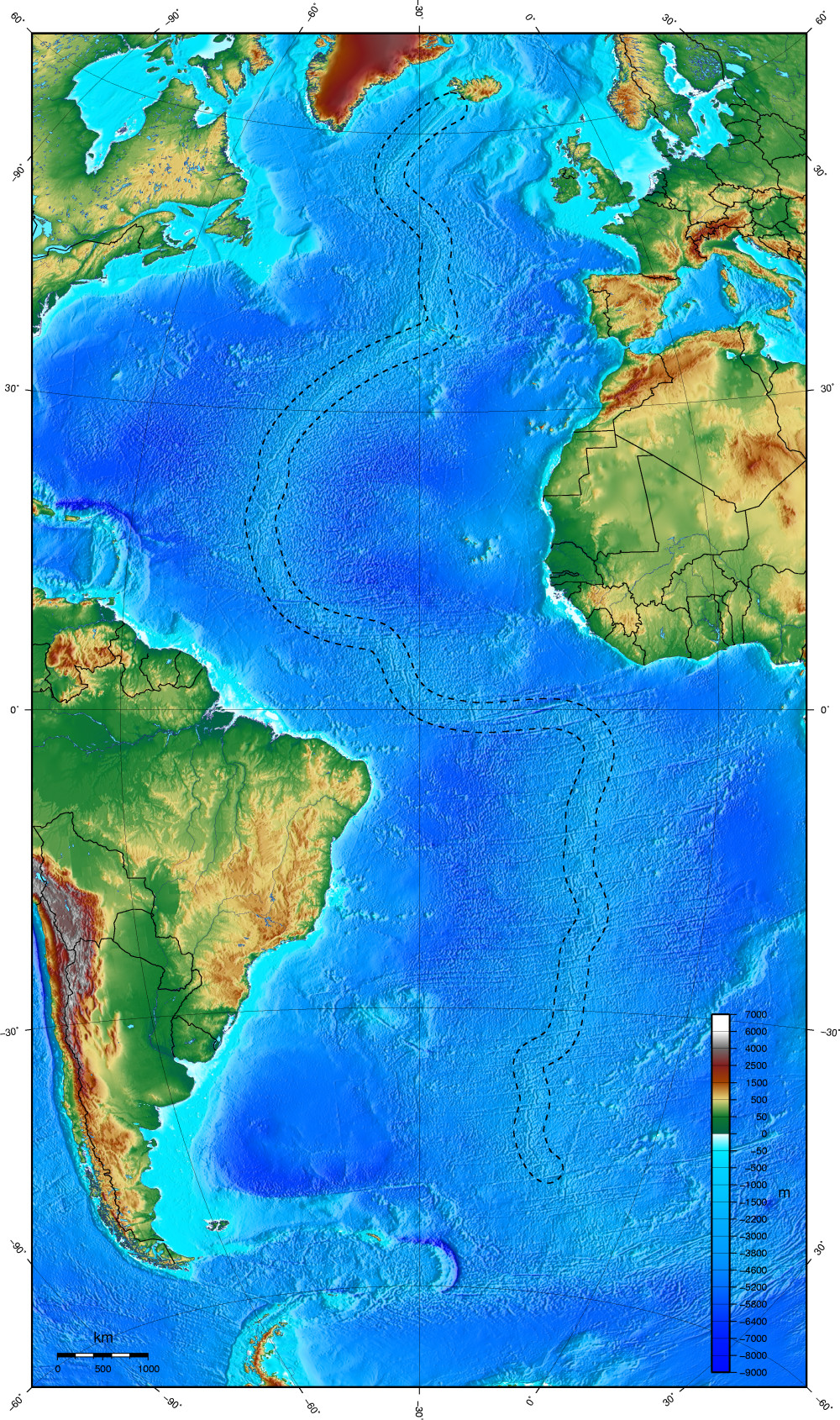
Carte de la dorsale

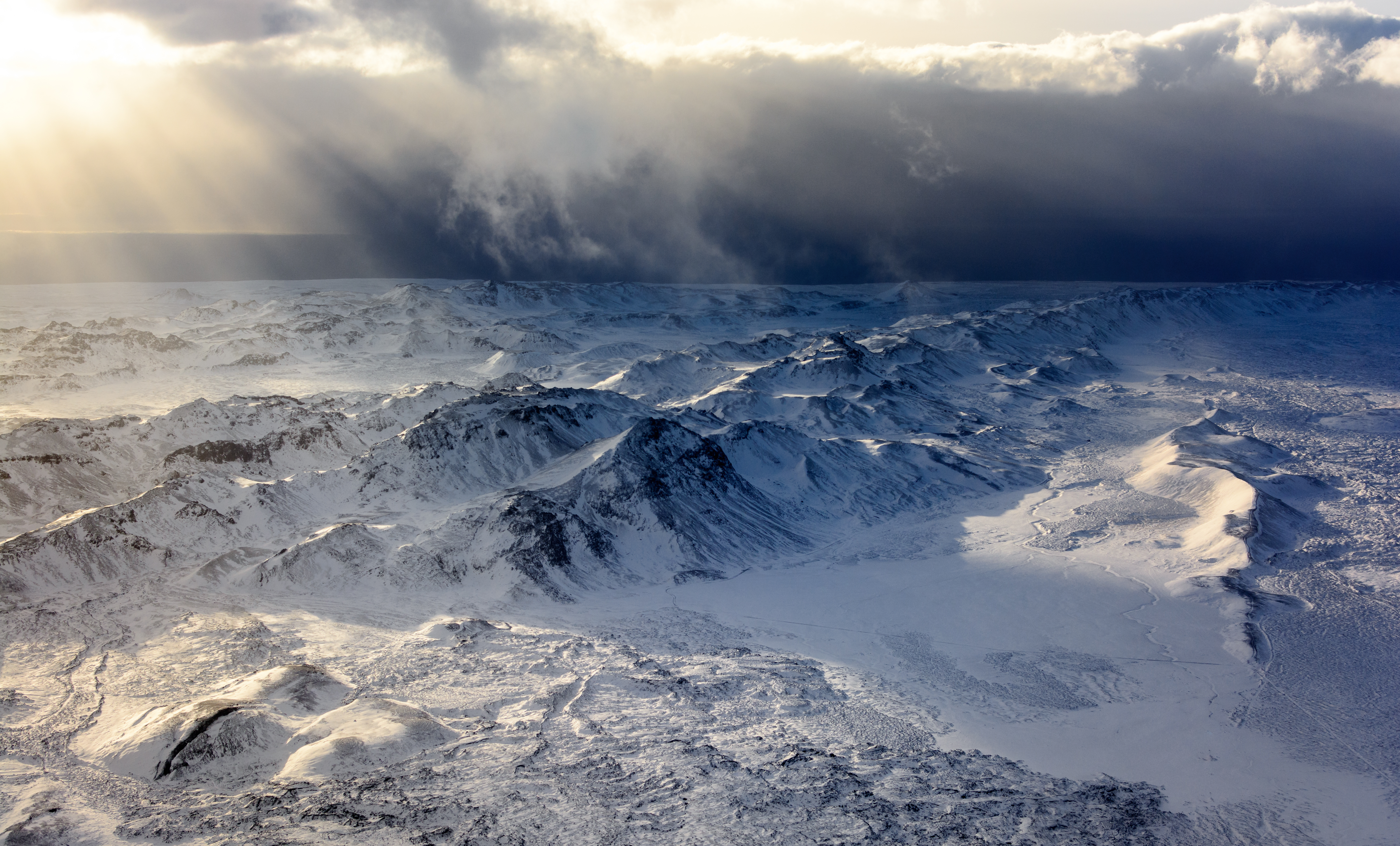
La dorsale médio-atlantique vue d'Islande. Cette chaîne de montagnes est essentiellement marine : ses pics les plus élevés forment des îles à la surface de l'océan Atlantique.

La dorsale médio-atlantique, appelée aussi ride médio-atlantique, est un relief essentiellement sous-marin qui se situe au milieu de l'océan Atlantique et dans l'océan Arctique.
Elle commence à 333 kilomètres au sud du pôle Nord par 87° de latitude nord. Elle s'arrête près de l'île Bouvet par 54° de latitude sud. Les crêtes les plus élevées de cette chaîne de montagnes forment des îles à la surface de l'océan Atlantique.
La dorsale médio-atlantique fait partie de la tectonique des plaques. Elle constitue un système divergent entre :
- la plaque nord-américaine et la plaque eurasiatique dans l'Atlantique nord,
- la plaque sud-américaine et la plaque africaine dans l'Atlantique sud.

Ces plaques tectoniques s'écartent continuellement ; ainsi, l'océan Atlantique s'agrandit au niveau de la dorsale d'environ 2 à 3 centimètres par an selon la latitude dans la direction est-ouest.
La dorsale médio-atlantique, segmentée par de nombreuses zones de fracture composées de failles transformantes, peut être divisée en plusieurs sections dont la dorsale Kolbeinsey entre l'Islande et l'île Jan Mayen et la dorsale Mohns au nord-est de Jan Mayen.
La dorsale médio-atlantique fait partie des trois zones d'activité sismique les plus importantes de la planète, avec la ceinture de feu du Pacifique et la ceinture alpine.

## Découverte
L'existence d'une chaîne sous-marine sous l'océan Atlantique avait été supposée par Matthew Fontaine Maury en 1850. La chaîne fut découverte lors l'expédition du HMS Challenger en 1872. Une équipe de scientifiques à bord, menée par Charles Wyville Thomson découvrit une large élévation au milieu de l'Atlantique. L'existence fut confirmée par sonar en 1925. Dans les années 1950, la cartographie des fonds océaniques terrestres par Bruce C. Heezen,  Maurice Ewing et Marie Tharp révéla que la dorsale médio-Atlantique avait une curieuse bathymétrie de vallées et de chaînes de montagnes avec une vallée centrale ayant une activité sismique, épicentre de nombreux tremblements de terre. Ewing, Heezen et Tharp découvrirent que la dorsale était une partie d'un système pratiquement continu de 40 000 km de long de chaînes sur le plancher océanique de la Terre, contribuant à l'acceptation générale de la théorie d'Alfred Wegener sur la dérive des continents.

## Extrémités

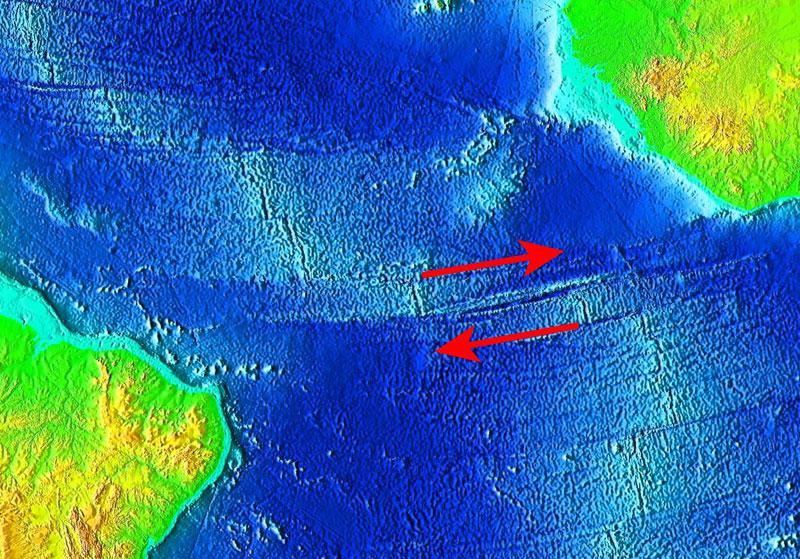
Fosse Romanche, frontière entre les dorsales Atlantique nord et Atlantique sud.

À son extrémité sud, près de l'île Bouvet, la dorsale médio-atlantique se transforme en dorsale indo-atlantique et continue vers l'est par le plateau de Crozet, alors que dans l'ouest elle est prolongée par la dorsale de la Scotia. Près de l'équateur, la dorsale médio-atlantique est partagée dans l'arête Atlantique nord et l'arête atlantique sud par la fosse Romanche, un fossé étroit d'une profondeur maximum de 7 758 m, un des endroits les plus profonds de l'océan Atlantique.

## Îles créées par la dorsale médio-atlantique, du nord au sud
Hémisphère nord :
- Île Jan Mayen (Beerenberg, 2 277 m, 71° 06′ N, 8° 12′ O), océan Arctique
- Kolbeinsey (5 m)
- Islande (Hvannadalshnjúkur dans le Vatnajökull, 2 109,6 m, 64° 01′ N, 16° 41′ O),
- Açores (Ponta do Pico or Pico Alto, on Pico Island, 2 351 m, 38° 28′ N, 28° 24′ O)
- Rochers de Saint-Pierre et Saint-Paul (Southwest Rock, 22,5 m, 0° 55′ 08″ N, 29° 20′ 35″ O)

Hémisphère sud :
- Archipel Fernando de Noronha (Morro do Pico, 321 m, 3° 51′ S, 32° 25′ O)
- Atoll das Rocas (Dune, 6 m, 3° 52′ S, 33° 48′ O)

- Île de l'Ascension (Green Mountain, 859 m, 7° 59′ S, 14° 25′ O)
- Sainte-Hélène (Pic de Diana, 818 m, 15° 57′ S, 5° 41′ O)
- Tristan da Cunha (Queen Mary's Peak, 2 062 m, 37° 05′ S, 12° 17′ O)
- Île Gough (Edinburgh Peak, 909 m, 40° 20′ S, 10° 00′ O)
- Île Bouvet (Olavtoppen, 780 m, 54° 24′ S, 3° 21′ E)